# Liste der Kulturdenkmale in Grünbach (Sachsen)

Wappen von Grünbach

In der Liste der Kulturdenkmale in Grünbach sind die Kulturdenkmale der sächsischen Gemeinde  Grünbach verzeichnet, die bis September 2024 vom Landesamt für Denkmalpflege Sachsen erfasst wurden (ohne archäologische Kulturdenkmale). Die Anmerkungen sind zu beachten.
Diese Aufzählung ist eine Teilmenge der Liste der Kulturdenkmale im Vogtlandkreis.

## Grünbach
| Bild                                    | Bezeichnung | Lage                             | Datierung                      | Beschreibung | ID       |
| --------------------------------------- | --- | -------------------------------- | ------------------------------ | --- | -------- |
|                                         | Schule | Bahnhofstraße 14 (Karte)         | 1899–1900, bezeichnet mit 1899 | Repräsentativer Klinkerbau von ortshistorischer Bedeutung. Dritte Schule von Grünbach, im Türsturz bezeichnet mit 1899, 1900 eingeweiht, zweigeschossiger, hufeisenförmiger Klinkerbau (Erweiterungsbau von 1986/87 kein Denkmal), Natursteinsockel mit Eckquaderung (Granit, Polygonalmauerwerk), Erdgeschoss und Obergeschoss Segmentbogenfenster mit Schlussstein, Putzgliederung, Mittelrisalit mit Zwerchgiebel, im Giebeldreieck Uhr, im Erdgeschoss Eingang mit Dreiecksgiebel, im Sturz Inschrift „Erbaut 1899“, im Obergeschoss gekuppelte Segmentbogenfenster mit gerader profilierter Verdachung, hoher Treppenaufgang (Granitstufen), traufseitig neun Fenster-Achsen, Walmdach (Pappe), Dachfenster mit Walmdach, Sandsteingewände. Schulgebäude umfasste sieben Lehrzimmer, ein Lehrmittelzimmer, einen Karzer, eine Lehrerwohnung und Dach- und Kellerräume. Im Winter wurden in der Schule Gottesdienste gehalten. | 09246710 |
| Direkt Bild zu diesem Denkmal hochladen | Kriegerdenkmal für die Gefallenen des Ersten Weltkrieges                                                                       | Bahnhofstraße 14 (neben) (Karte) | Um 1920                        | Von ortshistorischer Bedeutung, von hohem Erinnerungswert. Zentraler, großer, aufgerichteter Bruchstein, unbehauen (Porphyr), Stirnseite Inschrift „Ihren dem Weltkriege zum Opfer gefallenen Söhnen“, darunter neue Tafel von 1997 mit den Namen der im Zweiten Weltkrieg Gefallenen, flankiert von zwei Buchen, im Halbkreis aufgestellte sechs kleinere, aufrecht stehende Bruchsteine mit den eingemeißelten Namen der Gefallenen, alter Baumbestand. | 09246712 |
|                                         | Empfangsgebäude (mit Bahnhofsuhr) eines Bahnhofes                                                                              | Bahnhofstraße 90 (Karte)         | 1892                           | Klinkerbau, an der Eisenbahnstrecke Falkenstein–Muldenberg (6649, sä. FM) gelegen, jetzt Wohnhaus mit originaler Bahnhofsuhr, in gutem Originalzustand erhalten, Denkmal der Verkehrsgeschichte. Eingeschossig, Bruchstein-Sockel, roter Klinkerbau, Satteldach (Pfettendach, Pappe), Mittelrisalit mit Zwerchhaus, giebelseitiges Eingangshäuschen (verbrettert), Sandsteingewände an Türen und Fenstern, original gusseiserne Bahnhofsuhr, über Ziegelstein-Gesims Inschrift: „Grünbach“. | 09246714 |
|                                         | Gasthof „Zum Wendelstein“ eines Dreiseithofes, traufseitig zur Straßenseite liegender Gasthof in Ecklage zur Neustädter Straße | Falkensteiner Straße 1 (Karte)   | Um 1912                        | Gut gestalteter Bau von hohem Erinnerungswert, von bau- und ortsgeschichtlicher Bedeutung | 09307024 |
| Direkt Bild zu diesem Denkmal hochladen | Villa | Hammerbrücker Straße 1 (Karte)   | 1902–1903                      | Im Schweizer Stil und Heimatstil, landschaftsprägender Bau der Jahrhundertwende um 1900, baugeschichtlich von Bedeutung. Eingeschossiger Putzbau auf winkelförmigem Grundriss, Bruchsteinsockel, Eingangshäuschen auf Sockel mit einläufigem Treppenaufgang, Rückseite polygonaler Anbau mit Zeltdach und Zier-Fachwerk, originaler Putz, originale Eingangstür mit Türklinke, Krüppelwalmdach (Pappe) Schwebegiebel, giebelseitig Veranda-Anbau, verbrettert, Dreiecksgauben, im Giebel Rundbogenfenster, Fenster erneuert. | 09246713 |
| Weitere Bilder                          | Friedhof Grünbach (Sachgesamtheit)                                                                                             | Poststraße (Karte)               | Bezeichnet mit 1912 (Kapelle)  | Sachgesamtheit Friedhof Grünbach, mit folgenden Einzeldenkmalen: Friedhofstor, Glockenturm, Friedhofskapelle (siehe Einzeldenkmal 09246711) sowie gärtnerische Friedhofsgestaltung (u. a. Lindenallee zwischen Friedhofstor und Kapelle); Anlage von ortsgeschichtlicher Bedeutung. | 09300303 |
| Weitere Bilder                          | Friedhofstor, Glockenturm, Friedhofskapelle (Einzeldenkmale zu ID-Nr. 09300303)                                                | Poststraße (Karte)               | Bezeichnet mit 1912 (Kapelle)  | Einzeldenkmale der Sachgesamtheit Friedhof Grünbach; Kapelle im Reformstil, ortsgeschichtliche und baugeschichtliche Bedeutung. - Eingangstor: großes, rundbogiges Eisentor, seitlich zwei kleinere Rundbogentore, angrenzende Bruchsteinmauer, verputzt, mit Ochsenaugen und Eisengitter, Satteldach-Abdeckung mit Biberschwanzdeckung, Mitteltor mit gesprengtem Dreiecksgiebel (mit Putzrelief: Kreuz und Sonne), vom Mitteltor zur Kapelle führende Lindenallee - Friedhofskapelle: eingeschossiger Putzbau, hohes Satteldach (Biberschwanzdeckung, Kronendach) Fledermausgaupe, giebelseitiges Eingangsportal mit rundbogiger Überdachung (Kupferdeckung), Inschrift „A.D. 1912“, Rundbogentür, im Giebel alte Fenster, Dachreiter auf quadratischem Grundriss, Lüfterlaterne und geschweiftes Zeltdach mit Kreuz, Sandsteingewände, traufseitiges Fensterband mit hochrechteckigen Fenstern (Bleiglas), Lisenengliederung, querhausähnliche seitliche niedrige Anbauten - Glockenturm auf dem Friedhof: hohe Holzkonstruktion, im oberen Bereich quadratischer Glockenstuhl (verbrettert) mit älterer Glocke, Zeltdach (Schieferdeckung) | 09246711 |
|                                         | Postamt | Poststraße 1 (Karte)             | Um 1900                        | Klinkerfassade, repräsentativer, straßenbildprägender Bau von ortsgeschichtlicher Bedeutung. Zweigeschossig, straßenseitig bossierte Sockelquaderung (Kunststein), Kunststeingewände, im Erdgeschoss Rundbogenfenster und Schlussstein, profiliertes Gewände, Gesims Kunststein, Obergeschoss Rechteckfenster, zum Teil Zwillingsfenster, gerader Sturz, Eckrisalit mit seitlichen Zwerchgiebeln (abgetreppte Dreiecksgiebel mit Kugelaufsatz), im Zwerchgiebel Rundbogenfenster, dreigeschossiger Eckrisalit turmartig mit Zeltdach, abgefaste Ecke mit Treppenaufgang und rundbogiger Eingang zur Post, insgesamt Pultdach (Pappe) mit Schleppgaupen. | 09246685 |
| Direkt Bild zu diesem Denkmal hochladen | Mietshaus | Siehdichfürer Straße 2 (Karte)   | 1910                           | Putzbau mit Eckerker, anspruchsvoll gestaltetes, straßenbildprägendes Gebäude im geometrischen Jugendstil, baugeschichtlich von Bedeutung. Massivbau auf quadratischem Grundriss, zweigeschossig mit Keller- und Mezzaningeschoss, Putzgliederung, Kellersockel (Granit) mit Putzquaderung, Erdgeschoss Kammzugputz (senkrecht) sowie wellenförmiges Gesimsband, Fenster mit Faschen, mäanderförmige Gestaltung, abgefaste Ecke, im ersten und zweiten Obergeschoss polygonaler Eckerker mit Türmchen und Wetterfahne, seitlich hohe Rundbogenfenster (über zwei Geschosse gehend) mit floral gestalteter Putzgliederung, (darüber zwei seitliche Zwerchgiebel mit Mansarddach) sonst im Obergeschoss Rechteckfenster, Pultdach (Schieferdeckung). | 09246709 |
| Weitere Bilder                          | Sachgesamtheit Königlich-Sächsische Triangulierung („Europäische Gradmessung im Königreich Sachsen“); Station 142, Wendelstein | Wendelsteinweg (Karte)           | Bezeichnet mit 1864            | Station der Königlich-Sächsischen Triangulation, Netz 2. Ordnung, wissenschaftsgeschichtlich und technikgeschichtlich von Bedeutung. Granitpfeiler auf quadratischem Grundriss mit Inschrift: „Station Wendelstein der Kön. Sächs. Triangulierung 1864“, gerader oberer Abschluss, Sockel leicht vorkragend, Granitpfeiler mit genau zentrierten Gewinden zum Aufschrauben der Winkelmessinstrumente bzw. Anpeilvorrichtungen, diente auch als Höhenfestpunkt mit entsprechendem Metallbolzen an der Seite. Die „Station Wendelstein der Kön. Sächs. Triangulierung“ wurde im Oktober 1864 errichtet, kostete 86 Taler, ist 10 cm tief im Felsen verankert, 120 cm hoch, hat einen quadratischen Querschnitt von 49 cm. Der ehemalige Eigentümer des Wendelsteins, Rittergutsbesitzer von Trützschler auf Falkenstein, erteilte die Baugenehmigung, von hier aus wurden neun andere Stationen angepeilt: Schönheide, Marienhöhe, Auersberg, Kiel, Schöneck, Bergen (bei Adorf), Wilhelmshöhe, Kemmler, Kuhberg (bei Netzschkau). | 09246633 |

### Ehemaliges Denkmal (Grünbach)
| Bild                                    | Bezeichnung | Lage                     | Datierung | Beschreibung | ID       |
| --------------------------------------- | ----------- | ------------------------ | --------- | --- | -------- |
| Direkt Bild zu diesem Denkmal hochladen | Wohnhaus    | Bahnhofstraße 49 (Karte) | Um 1830   | Wohnhaus mit verbretterter Blockstube, traufseitig zur Straße gelegen, Zeugnis der vogtlandtypischen Blockbauweise mit Umgebinde, baugeschichtlich und sozialgeschichtlich von Bedeutung. Eingeschossig, zum Teil massiv, verputzt, zum Teil Blockstube, verbrettert, dreiseitig Umgebinde, verbrettert, eine Haushälfte Umschrot, Giebeldreieck verbrettert mit Zierleisten, in der Stube Holzbalkendecke, Webstuhl, gerade Fenster-Verdachung, Satteldach, rückseitig späterer eingeschossiger Anbau. Zwischen 2019 und 2024 aus der Denkmalliste gestrichen. | 09246647 |

## Muldenberg
| Bild                                    | Bezeichnung | Lage | Datierung                                                     | Beschreibung | ID       |
| --------------------------------------- | --- | --- | ------------------------------------------------------------- | --- | -------- |
| Direkt Bild zu diesem Denkmal hochladen | Floßgrabensystem Göltzsch-Elster-Flöße (Sachgesamtheit); Der Obere und Untere Floßgraben                                                                                    | (Gemarkung Muldenberg, Flurstücke 446/2, 457, 449, 80a, 79a, 588, 456/5, 448/5, 447; Gemarkung Grünbach, Flurstück 588; Gemarkung Tannenhaus, Flurstück 10/1) (Karte) | 1571–1579                                                     | Sachgesamtheit Floßgrabensystem Göltzsch-Elster-Flöße, davon in Grünbach, Ortsteil Muldenberg: Teilabschnitt „Der Obere und Untere Floßgraben“ des Floßgrabensystems als Sachgesamtheitsteil, dazu weitere Teilabschnitte in den Gemeinden Klingenthal, Ortsteil Mühlleithen (Sachgesamtheitsbestandteil, siehe Sachgesamtheit 09234150) und Muldenhammer, Ortsteil Hammerbrücke (Sachgesamtheitsbestandteil, siehe Sachgesamtheit 09234027). Der „Obere und Untere Floßgraben“ in den Gemeinden Grünbach, Ortsteil Muldenberg und Muldenhammer, Ortsteil Hammerbrücke sind die Fortführung des „Saubachrisses“ sowie des „Kielfloßgrabens“ aus dem Flurbereich Klingenthal, Ortsteil Mühlleithen. Teilweise sehr gut erhaltenes Floßgrabensystem, zum Flößen von Scheitholz für die einheimische Industrie (Brennholz), von technikhistorischer und regionalhistorischer Bedeutung. | 09234379 |
|                                         | Bahnstrecke Chemnitz–Adorf, Abschnitt Schönheide–Muldenberg (Sachgesamtheit)                                                                                                | Am Bahnhof 1, 4, 6, 7, 9 (Karte) | 1875 (Eisenbahnanlage); um 1910 (Wasserhaus)                  | Sachgesamtheit Eisenbahnstrecke Chemnitz–Aue–Adorf, Abschnitt Schönheide–Muldenberg: Gleiskörper, Technik und alle Hochbauten sowie Brücken der Eisenbahnstrecke, sowie mit Gleisanlagen, Signal-, Sicherungs- und Fernmeldeanlagen, Bahnsteigbeleuchtung, Gleisfeldbeleuchtung und Streckenkilometrierung, eiserne Wasserleitung parallel zur Eisenbahnstrecke (als Sachgesamtheitsteile), mit folgenden Einzeldenkmalen im Ortsteil Muldenberg: - Empfangsgebäude mit Bahnsteigüberdachung und angebauter Wartehalle (bei km 89,130) sowie altes Stationsschild bei km 89,100 (Einzeldenkmal 09301758, Am Bahnhof 1) - Eisenbahnerwohnhaus (Bahnmeistereiwohnhaus) einer Eisenbahnersiedlung an der Eisenbahnstrecke (Einzeldenkmal 09246646, Am Bahnhof 4) - Eisenbahnerwohnhaus (Doppelwohnhaus) an der Bahnstrecke (Einzeldenkmal 09245442, Am Bahnhof 6) - Eisenbahnerwohnhaus (Doppelwohnhaus) an der Bahnstrecke (Einzeldenkmal 09245768, Am Bahnhof 9) - und mit dem Sachgesamtheitsteil im Ort Muldenhammer, Gemarkung Hammerbrücke: Wasserhaus neben der Eisenbahnstrecke am Bahnhof Muldenberg, zur Straße eingeschossig, massiv, verputzt, hoher Schiefersockel mit Kragsteinen, traufseitiger Eingang mit Sturz, Rechteckfenster, alte Holzfenster, Mansardwalmdach, Giebel verbrettert, Schleppgauben, zum Bach (Weiße Göltzsch) hin zweigeschossig, Erdgeschoss komplett Schiefermauerwerk, Segmentbogenfenster mit Klinkersturzbögen Teilstück der Eisenbahnstrecke Chemnitz–Aue–Adorf zwischen Bahnhof Schönheide Ost (km 71,275) und Bahnhof Muldenberg (km 89,400); von technikgeschichtlichem und regionalhistorischem Wert, bedeutsames Denkmal der Eisenbahngeschichte. | 09247513 |
| Weitere Bilder                          | Empfangsgebäude mit Bahnsteigüberdachung und angebauter Wartehalle sowie altes Stationsschild am Bahnsteig (Einzeldenkmale zu ID-Nr. 09247513)                              | Am Bahnhof 1 (Karte) | 1875                                                          | Einzeldenkmale der Sachgesamtheit Eisenbahnstrecke Chemnitz–Adorf, Abschnitt Schönheide–Muldenberg; ortshistorisch bedeutsames technisches Denkmal der Eisenbahngeschichte. - Empfangsgebäude: zweigeschossiger Klinkerbau auf Granitsockel, Rechteckfenster mit Fensterfaschen, Satteldach (Pfettendach) mit profilierten Sparrenköpfen sowie traufseitiger Anbau mit hölzerner Bahnsteigüberdachung und angebauter Wartehalle (bei km 89,130) - Bahnsteigüberdachung als Pultdach mit weitem Dachüberstand auf Holzpfeilern (mit Kopfstreben), an der Überdachung befestigte runde Bahnhofsuhr, im Erdgeschoss Fenster vergittert, im Giebeldreieck Zwillingsfenster, zwei Holztüren mit Oberlicht zur Wartehalle und am Anbau für den Fahrdienstleiter (späterer Anbau für Fahrdienstleiter besitzt keinen Denkmalwert) - auf dem Bahnsteig noch erhalten: altes Stationsschild (bei km 89,100) mit der Aufschrift: „Muldenberg“, Beleuchtung (zweite Hälfte 20. Jahrhundert) erhalten | 09301758 |
| Direkt Bild zu diesem Denkmal hochladen | Eisenbahner-Wohnhaus (Bahnmeisterhaus E) einer Eisenbahnersiedlung an der Eisenbahnstrecke Chemnitz–Aue–Adorf (Einzeldenkmal zu ID-Nr. 09247513)                            | Am Bahnhof 4 (Karte) | Ende 19. Jahrhundert                                          | Einzeldenkmal der Sachgesamtheit Eisenbahnstrecke Chemnitz–Aue–Adorf, Abschnitt Schönheide–Muldenberg; sozialhistorisches Zeugnis. Zweigeschossiger Klinkerbau auf T-förmigem Grundriss, Granitsockel, Drempelgeschoss, Eingangsrisalit mit Treppenhaus, Rechteckfenster, alte Fenster, im Drempel und Giebel kleine Rechteckfenster, Satteldach (Pfettendach), Schiefer. | 09246646 |
| Direkt Bild zu diesem Denkmal hochladen | Eisenbahnerwohnhaus (Doppel-Wohnhaus F I) einer Eisenbahnersiedlung aus ehemals fünf Wohnhäusern an der Bahnstrecke Chemnitz–Aue–Adorf (Einzeldenkmal zu ID-Nr. 09247513)   | Am Bahnhof 6 (Karte) | Ende 19. Jahrhundert                                          | Einzeldenkmal der Sachgesamtheit Eisenbahnstrecke Chemnitz–Aue–Adorf, Abschnitt Schönheide–Muldenberg; sozialhistorisches Zeugnis. Eingeschossiger Klinkerbau auf Granitsockel mit Drempelgeschoss, Rechteckfenster mit Sohlbänken, alte Fenster und Winterfenster, Fensterfaschen, traufseitig eingeschossiges Eingangshäuschen mit Pultdach und zwei Eingängen, insgesamt Satteldach (Pfettendach). | 09245442 |
| Direkt Bild zu diesem Denkmal hochladen | Eisenbahnerwohnhaus (Doppel-Wohnhaus F III) einer Eisenbahnersiedlung aus ehemals fünf Wohnhäusern an der Bahnstrecke Chemnitz–Aue–Adorf (Einzeldenkmal zu ID-Nr. 09247513) | Am Bahnhof 9 (Karte) | Um 1910                                                       | Einzeldenkmal der Sachgesamtheit Eisenbahnstrecke Chemnitz–Aue–Adorf, Abschnitt Schönheide–Muldenberg; sozialhistorisches Zeugnis. Zweigeschossiges Wohnhaus, Erdgeschoss massiv, verputzt, Obergeschoss verbrettert, traufseitig eingeschossiges verbrettertes Eingangshäuschen mit Pultdach und zwei Eingängen, vielsprossiges Rundbogenfenster, Krüppelwalmdach (Pfettendach), insgesamt Rechteckfenster, Fenster erneuert. | 09245768 |
| Weitere Bilder                          | Staumauer der Trinkwassertalsperre Muldenberg, mit zwei frei liegenden Schiebern (Wasserseite), zwei Schieberhäusern, Tosbecken, Zählerhaus, Maschinenhaus                  | Klingenthaler Straße 8 (Karte) | 1920–1925                                                     | Bemerkenswerte architektonisch-wasserbautechnische Gesamtanlage, bedeutsam sowohl unter bauhistorischen als auch unter technikgeschichtlichen Gesichtspunkten, massiv aus Bruchstein gemauerte, stark gekrümmte Gewichtsstaumauer, erster Talsperrenbau nach 1918 in Sachsen, eine der wenigen bis heute unverändert erhaltenen Staumauern. | 09234382 |
| Direkt Bild zu diesem Denkmal hochladen | Ehemaliges Flößerhaus (Umgebinde) und Scheune eines Zweiseithofes | Schönecker Straße 13 (Karte) | 1666 und spätere Umbauten (Flößerhaus); 1792 Dendro (Scheune) | Von baugeschichtlicher und ortshistorischer Bedeutung. - Wohnhaus: ehemaliges Flößerhaus, Blockstube mit Umgebinde, verbrettert, Obergeschoss teilweise verbrettert, teilweise verschiefert, Krüppelwalmdach, liegender Dachstuhl, Dachdeckung mit Schieferschablonen, ältestes Haus des Ortes, vermutlich um 1810, teilweise massiv unterfahren - Scheune: teilweise erhaltene Blockbauweise | 09234380 |
| Direkt Bild zu diesem Denkmal hochladen | Kriegerdenkmal für die Gefallenen des Ersten Weltkrieges | Schönecker Straße 18 (vor) (Karte) | Um 1920                                                       | Von ortshistorischer Bedeutung. Granitstele mit erhöhtem Mittelpfeiler und Kreuzaufsatz, flankierende Kugelaufsätze, mittig eingetiefte Inschrifttafel mit den Namen und Sterbedaten der Muldenberger Gefallenen. | 09234381 |

## Tabellenlegende
- Bild: Bild des Kulturdenkmals, ggf. zusätzlich mit einem Link zu weiteren Fotos des Kulturdenkmals im Medienarchiv Wikimedia Commons. Wenn man auf das Kamerasymbol klickt, können Fotos zu Kulturdenkmalen aus dieser Liste hochgeladen werden:
- Bezeichnung: Denkmalgeschützte Objekte und ggf. Bauwerksname des Kulturdenkmals
- Lage: Straßenname und Hausnummer oder Flurstücknummer des Kulturdenkmals. Die Grundsortierung der Liste erfolgt nach dieser Adresse. Der Link (Karte) führt zu verschiedenen Kartendiensten mit der Position des Kulturdenkmals. Fehlt dieser Link, wurden die Koordinaten noch nicht eingetragen. Sind diese bekannt, können sie über ein Tool mit einer Kartenansicht einfach nachgetragen werden. In dieser Kartenansicht sind Kulturdenkmale ohne Koordinaten mit einem roten bzw. orangen Marker dargestellt und können durch Verschieben auf die richtige Position in der Karte mit Koordinaten versehen werden. Kulturdenkmale ohne Bild sind an einem blauen bzw. roten Marker erkennbar.
- Datierung: Baubeginn, Fertigstellung, Datum der Erstnennung oder grobe zeitliche Einordnung entsprechend des Eintrags in der sächsischen Denkmaldatenbank
- Beschreibung: Kurzcharakteristik des Kulturdenkmals entsprechend des Eintrags in der sächsischen Denkmaldatenbank, ggf. ergänzt durch die dort nur selten veröffentlichten Erfassungstexte oder zusätzliche Informationen
- ID: Vom Landesamt für Denkmalpflege Sachsen vergebene, das Kulturdenkmal eindeutig identifizierende Objekt-Nummer. Der Link führt zum PDF-Denkmaldokument des Landesamtes für Denkmalpflege Sachsen. Bei ehemaligen Kulturdenkmalen können die Objektnummern unbekannt sein und deshalb fehlen bzw. die Links von aus der Datenbank entfernten Objektnummern ins Leere führen. Ein ggf. vorhandenes Icon  führt zu den Angaben des Kulturdenkmals bei Wikidata.

## Ausführliche Denkmaltexte
1. ↑  Bahnstrecke Chemnitz–Adorf, Abschnitt Schönheide–Muldenberg (Sachgesamtheit):
Weiterhin mit folgenden Sachgesamtheitsbestandteilen in der Gemeinde Muldenhammer (Ortsteil Hammerbrücke, 09247515; Ortsteil Morgenröthe-Rautenkranz, 09247512; Ortsteil Tannenbergsthal, 09246544), in der Gemeinde Auerbach/Vogtl. (Ortsteil Beerheide, 09247514), in der Stadt Eibenstock (Ortsteil Carlsfeld, 09306076, Erzgebirgskreis) und in der Gemeinde Schönheide (Ortsteil Wilzschhaus, 08959218; Ortsteil Schönheide, 08959219, Erzgebirgskreis); Teilstück der Eisenbahnstrecke Chemnitz–Aue–Adorf zwischen Bahnhof Schönheide Ost (km 71,275) und Bahnhof Muldenberg (km 89,400), von technikgeschichtlichem und regionalhistorischem Wert, bedeutsames Denkmal der Eisenbahngeschichte.
2. ↑  
Die Talsperre Muldenberg (Uferlänge 7 km) gehört mit einem Fassungsvermögen von 6,05 Millionen Kubikmetern zu den kleineren Anlagen der 1920er Jahre. Das mit 476 m ungewöhnlich lange Bauwerk erreicht eine Höhe von 20,95 m über der Talsohle. Die gestelzten Rundbögen des mittig angeordneten Hochwasserüberlaufs prägen das Erscheinungsbild der Staumauer. Das Rundbogenmotiv, bestimmendes Gestaltungselement der Talsperrenbauten des Deutschen Kaiserreiches, wird in Muldenberg aufgegriffen und vereinfacht. Am 13. Mai 1945 zerstörten SMA-Truppen ein östliches Mauerteil, das bis 1952 wieder aufgebaut wurde. Die Talsperre Muldenberg war bereits 1989 Bestandteil der Denkmalliste. 
  - Absperrbauwerk: Gewichtsstaumauer aus Bruchstein, der Mauerkern aus Andalusit-Glimmerschiefer, luftseitig durch Grauwackenquarzit in unregelmäßigem Verband verkleidet, aus der glatten Mauerfläche ragen nur wenige bossierte Steinblöcke hervor, achtzehn Rundbögen in Mitte des Bauwerks überwölben die Öffnungen des Hochwasserüberlaufs, die Mauerkrone besitzt auf der Wasserseite ein originales Metallgeländer zwischen gemauerten Pfosten, auf der Luftseite eine gemauerte Brüstung, die in den 1960er Jahren geringfügig herabgesetzt wurde
  - Schieber: Firma Bopp und Reuther, Mannheim
  - Schieberhäuser: die zwei an den Mauerbau angelehnten Gebäude flankieren am Fuß der Mauer das Tosbecken, sie wurden in den 1960er Jahren verbreitert, empfindliche Beeinträchtigung durch eingefügte blaue Metalltüren
  - Brücke: überquert vor dem Tosbecken den kanalisierten Flusslauf, wurde vor kurzem verbreitert und erhielt ein Metallgeländer an Stelle der ursprünglich gemauerten Brüstung
  - Filterhaus (Klingenthaler Straße 7, Abbruch vor 2013): versetzt vor dem westlichen Schieberhaus gelegen, war wohl anfangs eingeschossig, vermutlich um 1950 wurde es um ein Geschoss erhöht und überformt, es enthält die Filteranlage aus der Zeit des Umbaus; innen gemalte Inschrift: „Alles ist aus dem Wasser entsprungen! Alles wird durch das Wasser erhalten! Ozean gönn uns dein ewiges Walten“; das Filterhaus wurde durch einen unweit der Talsperre errichteten Neubau ersetzt
  - Zählerhaus: eingeschossiger Bruchsteinbau mit verschiefertem Walmdach, die Originalpumpe wurde ersetzt, ist aber noch vorhanden

Der Filteranlage gegenüber liegt das ehemalige Maschinenhaus (Klingenthaler Straße 8), die darin befindlichen Turbinen wurden bereits zu Beginn der 1950er Jahre verschrottet, das Maschinenhaus ist durch die jüngste Sanierung in seinem Erscheinungsbild stark beeinträchtigt, das Gebäude ist nicht mehr Bestandteil des geschützten Ensembles. In der Nachbarschaft der Talsperre zwei ehemals als Bauunterkunft, später als Dienstwohnung genutzte Gebäude, auch diese sind durch die jüngste Sanierung entstellt und nicht Bestandteil des geschützten Ensembles. Unter Schutz steht jedoch die schmale Fußgängerbrücke aus Beton (Gemeinde Muldenberg, Flurstück 461/1), die in Fortsetzung der Staumauer an deren westlichem Ende die Eisenbahn überquert, die Gleise wurden vermutlich beim Bau der Talsperre verlegt.